# Page Cavanaugh
Page Cavanaugh  (* 26. Januar 1922 in Cherokee, Kansas; † 19. Dezember 2008 in Los Angeles) war ein US-amerikanischer Jazz- und Pop-Pianist.
Page Cavanaugh begann im Alter von neun Jahren mit dem Klavierspiel und spielte 1938 in der Band von Ernie Williamson, bevor er nach Los Angeles zog und in der Band von Bobby Sherwood arbeitete.
Während seines Militärdienstes im Zweiten Weltkrieg lernte er den Gitarristen Al Viola und den Bassisten Lloyd Pratt kennen, mit denen er dann ein Trio gründete. Nach Kriegsende traten sie im Stil des populären Nat King Cole Trios auf und hatten Ende der 1940er Jahre eine Reihe von Hiterfolgen wie „The Three Bears“, „Walkin' My Baby Back Home“ und „All of Me“. Das Trio hatte auch Auftritte in den Filmen A Song Is Born, Big City, Lullaby of Broadway (mit Doris Day) und in Romance on the High Seas, Doris Days ersten Film 1948. Daneben wirkten sie bei Frank Sinatras Radioprogramm Songs by Sinatra und in der Jack Paar Show mit. Bis in die 1990er Jahre trat Cavanaugh im Raum Los Angeles in Nachtclubs auf, sowohl mehrere Jahre im Trio mit Viola als auch in Septett-Besetzung, der Page 7. Cavanaugh nahm im Laufe seiner Karriere auch mehrere Alben für MGM, Capitol, RCA und Star Line auf; 2006 erschien das letzte Album seines Trios, Return to Elegance. Er starb Ende 2008 an Nierenversagen.